# Andrena pela
Andrena pela är en biart som beskrevs av Warncke 1974. Andrena pela ingår i släktet sandbin, och familjen grävbin. Inga underarter finns listade i Catalogue of Life.